# Delta Junction
Delta Junction est une localité d'Alaska aux États-Unis, appartenant à la Région de recensement de Southeast Fairbanks. Sa population était de 958 habitants en 2010.

## Géographie

### Situation
Elle est située à la jonction de la Richardson Highway et de la Route de l'Alaska, à 153 km au sud-est de Fairbanks, sur la rive est de la rivière Delta, au sud de son confluent avec la rivière Tanana. Elle offre une large vue sur la Chaîne d'Alaska.

### Démographie
| 1970 | 1980 | 1990 | 2000 | 2010 | - |
| ---- | ---- | ---- | ---- | ---- | - |
| 703  | 945  | 652  | 840  | 958  | - |

### Climat
Les températures extrêmes vont de −53 °C en hiver à 33 °C en été.
| Mois                                  | jan.     | fév.     | mars     | avril    | mai      | juin    | jui.    | août    | sep.     | oct.     | nov.     | déc.     | année    |
| ------------------------------------- | -------- | -------- | -------- | -------- | -------- | ------- | ------- | ------- | -------- | -------- | -------- | -------- | -------- |
| Température minimale moyenne (°C)     | −22,2    | −18,3    | −15,8    | −4,7     | 3,4      | 9,3     | 10,9    | 8,2     | 2,4      | −6,9     | −17      | −20,3    | −5,9     |
| Température moyenne (°C)              | −18,3    | −13,7    | −9,9     | 1,1      | 9,2      | 14,7    | 15,9    | 13,1    | 7,1      | −3,1     | −13,2    | −16,4    | −1,1     |
| Température maximale moyenne (°C)     | −14,4    | −9,1     | −4,1     | 6,8      | 14,8     | 20,1    | 20,9    | 18,1    | 11,8     | 0,7      | −9,5     | −12,6    | 3,7      |
| Record de froid (°C) date du record   | −53 1947 | −51 1947 | −45 1964 | −38 1944 | −18 1945 | −3 2006 | 0 1971  | −6 1948 | −19 1983 | −39 1975 | −44 1986 | −52 1946 | −53 1947 |
| Record de chaleur (°C) date du record | 12 2009  | 11 2003  | 14 1981  | 22 1979  | 32 1947  | 33 1969 | 33 1958 | 32 1994 | 26 1963  | 23 2003  | 11 1979  | 13 1985  | 33 1969  |
| Précipitations (mm)                   | 5,3      | 5,8      | 4,6      | 5,1      | 19,3     | 55,4    | 60,2    | 51,3    | 22,9     | 15       | 10,4     | 5,8      | 261,1    |
| dont neige (cm)                       | 13,7     | 38,6     | 15,7     | 3,6      | 0,8      | 0       | 0       | 0       | 3,8      | 34,8     | 50,3     | 16       | 177,3    |
| Nombre de jours avec précipitations   | 5,7      | 4,8      | 3,7      | 3,6      | 7,6      | 12,4    | 13,8    | 13      | 8,3      | 7,8      | 7,6      | 5,7      | 94       |
| Nombre de jours avec neige            | 6,8      | 9,8      | 8,3      | 2,8      | 0,3      | 0       | 0       | 0       | 1,2      | 9,6      | 12       | 6,5      | 57,3     |

| Diagramme climatique                                  |              |              |            |             |             |              |             |             |           |             |               |
| J                                                     | F            | M            | A          | M           | J           | J            | A           | S           | O         | N           | D             |
| −14,4−22,25,3                                         | −9,1−18,35,8 | −4,1−15,84,6 | 6,8−4,75,1 | 14,83,419,3 | 20,19,355,4 | 20,910,960,2 | 18,18,251,3 | 11,82,422,9 | 0,7−6,915 | −9,5−1710,4 | −12,6−20,35,8 |
| Moyennes : • Temp. maxi et mini °C • Précipitation mm |              |              |            |             |             |              |             |             |           |             |               |

## Histoire
Les Athabaskans occupaient le site durant tout le XIXe siècle et le début du XXe siècle. La ruée vers l'or s'y est déroulée entre 1898 et 1903, tandis qu'en 1899 l'armée envoyait des émissaires pour explorer les rivières Susitna, Matanuska et Copper afin de découvrir le meilleur passage entre Valdez et la vallée de la rivière Copper.
En 1901, l'armée avait terminé la route militaire trans-Alaska, qui allait de Valdez à Eagle. En 1902, de l'or a été découvert dans la vallée de la Tanana, et peu de temps après, une piste fut ouverte pour relier Gulkana à la route militaire afin d'atteindre Fairbanks, laquelle devint la piste Fairbanks-Valdez.
Les activités minières amenèrent un afflux de population dès 1913, tandis que la région de Delta Junction devenait le centre d'implantation des bisons apportés depuis le Montana en 1928.
En 1942 les travaux de construction de la Route de l'Alaska débutent, et la base militaire de Fort Greely, 8 km au sud est achevée. En 1946 une première ferme d'élevage s'établit, et entre 1974 et 1977, la construction de l'oléoduc trans-Alaska entraîne l'arrivée de nouveaux habitants.

## Économie
Delta Junction, du fait de sa position entre la Richardson Highway et la Route de l'Alaska est un lieu touristique important, elle possède un Visitor Center ; les habitants se partagent entre les activités liées au tourisme, la base militaire voisine, et diverses activités commerciales et de service.